# 使命召唤：现代战争 (2019年游戏)
《使命召唤：现代战争》是一款由Infinity Ward开发并由动视发行在PlayStation 4、Xbox One以及Windows平台上的第一人称射击游戏。本作是《決勝時刻》系列第16部主要作品，也是“现代战争”系列第4部作品。但因為是重啟回歸作品，剧情并非承接第三部，英文名稱因此仍採用「Call of Duty: Modern Warfare」。
游戏在2019年5月30日公布首支预告，并于2019年10月25日在全球发售。游戏采用全新的引擎，并支持中文语言（界面和字幕）。但是，本作在Steam和Battle.net平台不支持简体中文。

## 內容
玩家將在一連串驚滔駭浪的任務中扮演特種部隊，投身影響世界強權平衡的單人劇情戰役，在歐洲地標城市和中東執行絕密任務。遊戲採用全新遊戲引擎製作，並繼續由製作了「決勝時刻：現代戰爭3」的Infinity Ward工作室擔任開發。
遊戲的劇情均參考自現實中的戰爭和事件，例如：蘇聯阿富汗戰爭、伊拉克戰爭、阿拉伯之春、頓巴斯戰爭、敘利亞內戰以及發生在倫敦的恐怖襲擊等。另外部份情節也參考了一些影視作品，如：、《美國狙擊手》、以及等。
由於是重啟作品，因此在劇情上跟先前的《現代戰爭》系列作品没有任何直接關係，其世界觀可被視為原作的另一個平行時空。遊戲中出現了兩個虛構國家，分別是：烏魯茲克斯坦（Urzikstan）和卡斯托維亞（Kastovia），兩者均位於高加索地區，並與俄羅斯和格魯吉亞接壤。烏魯茲克斯坦在設定上位於一個現實中不存在的陸塊，被認為是影射現實中的敘利亞，而卡斯托維亞的位置大概相當於現實中的南奥塞梯，影射對象為頓涅茨克人民共和國，韋爾丹斯克（Verdansk）是該國的一個城市，冷戰結束後由西方國家與俄羅斯合力重建。
決勝時刻：現代戰爭 也有推出線上對戰，讓玩家進行多人遊戲戰鬥，或是組隊合作進行一系列適合所有技術層級的精英行動。
Battle.net 的《現代戰爭》玩家也將享有與平台上其它遊戲相同的福利，像是跨遊戲聊天功能、行動應用程式上的社交頁面、暴雪群組等等。玩家可以隨時與好友保持連線，無論他們是在玩暴雪的遊戲或是《現代戰爭》。
這次多人連線遊戲採取跨遊戲世代平台，PC版本可以跟家用主機(PS4，XBOX)作出對戰行動。

## 世界觀設定及用語
- 烏茲克斯坦（阿拉伯語：أورزيكستان）：集合阿拉伯、波斯和突厥文化的阿拉伯語國家，位於現實中不存在的陸塊，北部與俄羅斯接壤，東部則與格魯吉亞接壤。氣候炎熱及乾燥，首都為薩赫拉（Sakhra）。自1999年被巴可夫部隊佔據，2019年在巴可夫死後得到光復。
- 卡斯托維亞（俄語：Кастовия）：曾經為前蘇聯一部份的俄語國家，位於高加索地區，北部與俄羅斯接壤，西部則與格魯吉亞接壤。氣候寒冷，佛丹斯科為其重要城市。目前因被新阿蓋塔拉入侵而正處於戰爭狀態。
- 佛丹斯科（俄語：Верданск）：卡斯托維亞的重要城市，冷戰結束後由西方國家與俄羅斯合力重建。2020年3月初被新阿蓋塔拉佔領，為《現代戰爭》的主要舞台。

## 故事情節

### 戰役
2019年，美國政府派遣了中央情報局特別活動部特工亞歷克斯和一支美國海軍陸戰隊突襲兵團小隊潛入佛丹斯科，進行搶奪一批化學武器的秘密任務。可是在運送過程小隊被一群身份不明的武裝人員襲擊，除了亞歷克斯外其餘隊員全部陣亡。武裝分子發現亞歷克斯等人是美國人後沒再繼續痛下殺手，而是將化學武器劫走並逃離現場。不久，亞歷克斯的上司，凱特·萊斯威聯絡英國陸軍特種空勤團所屬的約翰‧普萊斯上尉，請求他協助回收化學武器並為美俄兩國的緊張關係降溫。翌日，一群與知名恐怖組織“阿蓋塔拉”有聯繫的自殺炸彈客和槍手在英國倫敦的皮卡迪利廣場發動了襲擊。身在現場的特種空勤團中士凱爾·蓋瑞克與倫敦都市警部的警員即時作出應對，普萊斯亦趕到現場協助，但恐怖襲擊依然造成多人死傷及嚴重破壞。蓋瑞克因受交戰守則限制而無法防止重大死傷發生感到不滿，普萊斯聽完後招募了蓋瑞克加入他的布拉沃小隊一起執行反恐任務。
後來，亞歷克斯被派遣到烏茲克斯坦與當地反抗組織“烏茲克斯坦解放軍”領袖法拉·卡里姆接觸，並成功說服對方幫忙追蹤化學武器的下落；但條件是亞歷克需要助法拉一臂之力，以推翻由羅曼·巴可夫將軍旗下俄羅斯軍隊在當地的軍事統治，而他們也成功佔領巴可夫將軍的軍事基地。
同時在倫敦，根據蓋瑞克的情報，普萊斯和蓋瑞克帶領的特種空勤團小隊突擊了一處藏匿著阿蓋塔拉成員的住宅，並得知該恐怖組織的領袖，奧馬爾·“惡狼”·蘇拉曼的所在地。接著亞歷克斯和格里格斯中士所帶領的美國海軍陸戰隊一同向烏茲克斯坦的拉馬扎醫院推進，成功抓獲“惡狼”。
不久，“惡狼”的左右手，賈馬爾·“屠夫”·拉哈率領他的部隊向美國駐烏茲克斯坦大使館發動攻擊，以圖迫使美方放人。剛抵達烏茲克斯坦的普萊斯和蓋瑞克，與亞歷克斯、法拉及大使館的駐軍合作，將“惡狼”拘禁在大使館官邸庫房內，並抵擋了阿蓋塔拉一波又一波的攻勢，勉強地守住了官邸，但最終仍然被“惡狼”成功逃脫。
在“死亡公路”中，法拉策劃了伏擊“惡狼”車隊的行動。但期間“烏茲克斯坦解放軍”和“阿蓋塔拉”雙方都遭到巴可夫部隊的攻擊，導致任務失敗。混戰當中，法拉的兄長和副手哈迪爾向亞歷克斯宣稱有一批秘密武器，並需要亞歷克斯的協助，此時亞歷克斯才發現哈迪爾就是偷走化學武器的主謀。為了擊退敵軍，哈迪爾釋放了毒氣，殺死了在場所有俄軍士兵和“阿蓋塔拉”武裝份子，法拉和亞歷克斯也險些没命。
時間回溯到1999年，巴可夫將軍率軍以圍剿恐怖分子為由入侵烏茲克斯坦，期間法拉和哈迪爾的雙親也因此喪命。兩人試圖逃離家園卻被巴可夫將軍擄走，並在監獄度過餘下的童年。在成為階下囚的同時，法拉也成為了叛軍組織的“卡林指揮官”。10年後，她策劃並成功越獄，亦與前來支援的普萊斯中尉首度相遇。
回到現在的時間點，情報顯示哈迪爾很可能已跟“阿蓋塔拉”合作，迫使法拉和普萊斯的小隊採取行動。他們滲透了“惡狼”所藏匿的地下基地並成功殺死他，但是哈迪爾已逃得無影無蹤。另外，萊斯威無奈地宣佈由於意識到哈迪爾是偷走化學武器的主謀，美國政府決定中斷對“烏茲克斯坦解放軍”的援助，並視之為恐怖組織。一旁的海軍陸戰隊指揮官諾里斯宣佈自己的部隊已視烏茲克斯坦解放軍為敵軍，但普萊斯警告對方別輕舉妄動，否則要他好看；亞歷克斯對此決定感到相當氣憤，他不願意背叛盟友，於是違抗命令離開中情局，回到烏茲克斯坦繼續與法拉的部隊並肩作戰。
在收到俄羅斯將可能成為哈迪爾下一個襲擊目標的情報後，普萊斯和蓋瑞克兩人來到聖彼得堡與普萊斯的舊識尼古萊會面。在尼古萊提供的武器和情報援助下，普萊斯和蓋瑞克中止了“阿蓋塔拉”正在進行的會議，並成功抓獲“屠夫”。剛開始“屠夫”不願意合作，普萊斯便以他妻兒的人身安全作為談判籌碼，最終迫使他供出餘下的化學武器及哈迪爾的位置。若蓋瑞克選擇參與拷問，拷問結束後他可以自行決定處死“屠夫”或饒他一命。
普萊斯和蓋瑞克得知哈迪爾計劃率兵攻擊巴可夫將軍在摩爾多瓦的別墅，因而前往當地抓捕他，並從哈迪爾口中得知巴可夫的化學武器工廠位置。在三人成功逃過巴可夫派來的部隊的攻擊後，萊斯威告訴普萊斯俄羅斯當局要求他們交出哈迪爾。普萊斯雖然勉強同意，但要求萊斯威必須對化學武器工廠的情報保密。
普萊斯和蓋瑞克接著來到烏茲克斯坦，與法拉和亞歷克斯會面，並成功說服他們參與破壞化學武器工廠的作戰。在萊斯威的協助下，小隊成功往化學武器工廠推進，並打算利用尼古萊提供的炸藥來徹底摧毀該工廠，然而引爆器卻在亞歷克斯與敵方的重裝盔甲交戰時遭到破壞而無法使用。為了完成任務，亞歷克斯選擇犠性自己手動引爆炸藥。在巴可夫將軍準備乘坐直升機逃走時，法拉秘密潛入機艙將他殺死。最後在化學武器工廠爆炸的同時，普萊斯的小隊和法拉的部隊成功從現場撤離。
在巴可夫死後，俄羅斯當局與他劃清界線，同時普萊斯與萊斯威會面，討論他打算成立141特遣隊以打擊俄羅斯恐怖份子維克多·扎哈耶夫之事。普萊斯向萊斯威提議潛在人選時，提到了凱爾·蓋瑞克（加斯）、約翰·“肥皂”·麥克塔維什，以及西蒙·“幽靈”·萊利的名字。

### 特種行動
“惡狼”死後，“阿蓋塔拉”在一名新的領導人帶領下死灰復燃，並對駐守在佛丹斯科的俄軍部隊構成嚴重威脅。為此，萊斯威與俄羅斯聯邦安全局的卡馬洛夫中士合作發起聯合行動，從世界各地徵召最優秀的幹員以應對未知的新威脅。該聯軍被命名為“維和小隊”，專門打擊“阿蓋塔拉”在佛丹斯科的勢力。他們其後得知“阿蓋塔拉”的新領袖為哈立德·阿薩德，以及該組織與多年前於普里皮亞季遭普萊斯以狙擊步槍打斷左臂，被假定死亡的極端民族主義者“Z先生”存在著軍火交易（後來得知“Z先生”的真正身份原來是維克多·扎卡耶夫）。

### 多人遊戲／戰爭地帶
經過在佛丹斯科執行的數次作戰後，“停戰”繼續派遣幹員執行各種清剿“阿蓋塔拉”的任務。某日，“同盟”和“聯軍”雙方在烏茲克斯坦為了爭奪一批化學武器的控制權時發生交火。後來，“阿蓋塔拉”在佛丹斯科發動了化學武器攻擊，原屬“維和小隊”的“同盟”及“聯軍”雙方的幹員為了在這個被生化毒氣包圍的城市爭取生存空間，而互相殘殺起來。在原屬友軍的幹員們相互討伐，象徵著這個短暫的軍事同盟瓦解之際，“同盟”所屬的特種空勤團幹員“幽靈”向普萊斯請求派兵增援，以擺脫當前困境。此時，先前在格魯吉亞炸毀巴可夫將軍的化學武器工廠時生死未卜的亞歷克斯忽然再度出現，並被派往佛丹斯科支援“幽靈”。

## 登場陣營／勢力

### 戰役遊戲中玩家控制角色所屬
- 英國陸軍特種空勤團第22團（凱爾·蓋瑞克所屬部隊）
- 美國中央情報局
  - 特別活動部（亞歷克所屬部隊）
- 烏茲克斯坦解放軍（Urzikstan Liberation Force）：法拉·卡林領導的民兵組織，由7,000多名志願者組成，主要任務是光復被巴可夫將軍的俄軍部隊佔領的烏茲克斯坦，同時也在為了鏟除毀損烏茲克斯坦聲譽的阿蓋塔拉而戰。受英美等西方國家支援，卻被俄羅斯政府視作與阿蓋塔拉對等的恐怖組織。然而在得知哈迪爾·卡里姆是盗取生化毒氣的其中一個主謀後，也被美國政府重新定義為恐怖組織。
  - 該組織被認為是影射現實中的敘利亞自由軍或人民保護部隊。

### 其他登場組織和勢力
- 阿蓋塔拉（Al Qatala）：由奧馬爾·蘇拉曼創立的恐怖組織，起源自烏茲克斯坦，宣稱並非為了宗教而戰，而是要把所有外國勢力逐出該國的領土。“阿蓋塔拉”為阿拉伯語“殺手”的意思。其勢力範圍後來擴展至中東、歐洲和非洲。為求達到目標不擇手段，在各國發動多次針對平民和軍事設施的恐怖襲擊，甚至不惜使用大規模殺傷性武器。在2019年盗取了巴可夫將軍研發的生化毒氣及在倫敦發動了恐怖襲擊。為英、美、俄等多國，以及烏茲克斯坦解放軍的共同敵人。在奧馬爾死後由哈立德·阿薩德成為繼任領導人，阿薩德把組織改名為“新阿蓋塔拉”，同時從一名軍火商人（很可能是Z先生）獲得了大量精良武器，從恐怖份子轉變成了一支真正的軍隊。阿薩德更在巴可夫將軍死後率領配備坦克和重型武器的步兵部隊從烏茲克斯坦進攻佛丹斯科，迫使美俄兩國合作，組成名為“停戰”的聯軍部隊以打擊該組織。
  - 該組織被認為是影射現實中的基地組織或伊斯蘭國。
- 美國海軍陸戰隊：在“戰爭迷霧”、“合縱連橫”（在此關卡中，玩家可短暫操作支援亞歷克一行人的飛行員“毒蛇1-1”來攻擊地面目標）、“獵狼行動”和“使館攻防”中作為友軍登場；多人模式中擔任“同盟”陣營的支援角色，在部份地圖的過場片段及使用連殺獎勵時登場。
- 巴可夫將軍的部隊（Barkov's Forces）：由俄羅斯陸軍將軍羅曼·巴可夫指揮的俄軍部隊，自1999年開始入侵並長期佔領烏茲克斯坦，以打擊恐怖主義的名義犯下了許多戰爭罪行，包括對平民使用生化毒氣。除了常規步兵單位外巴可夫將軍還僱用了來自特種部隊的幹員和僱傭兵替他從事各種違反國際法的髒活。在巴可夫死後失去對烏茲克斯坦的控制，導致哈立德·阿薩德帶領的新阿蓋塔拉有機可乘，從烏茲克斯坦大肆率兵進攻佛丹斯科。
- 俄羅斯空軍：於“死亡公路”中以Su-25攻擊機對“阿蓋塔拉”目標進行轟炸，未知是否從屬巴可夫部隊。多人模式中擔任“聯軍”陣營的支援角色，在部份地圖的過場片段及使用連殺獎勵時登場。
- 俄羅斯警察：於“昔日同胞”結尾的過場片段中突入賈馬爾·拉哈和他的妻兒被綁架的拷問室，並回收了部份生化武器。在字幕中被誤稱為“俄羅斯士兵”。
- 倫敦都市警部：於“皮卡迪利”中登場，與SAS一同應對倫敦恐襲。
- 極端民族主義組織：為了令俄羅斯重拾蘇聯時代的風光並再度成為超級大國為主要目標的極端組織，在俄羅斯政界中具一定影響力，也是阿蓋塔拉目前的幕後支持者。目前的領袖為維克多·扎卡耶夫。
- 141特遣隊：由普萊斯和萊斯威在謝爾菲德將軍批准下成立的多國籍特種部隊。以清剿阿蓋塔拉和極端民族主義組織為主要任務。

### 多人模式陣營
- 同盟（Coalition）
  - 英國特種空勤團（SAS）：英國陸軍所屬的特種部隊。
    - A分遣隊
    - B分遣隊
    - C分遣隊
    - D分遣隊

  - Warcom：由各國的特種部隊幹員組成的多國部隊。[註 1]
    - 第1旅
    - 第23旅

  - “魔犬”（Demon Dogs）：由美國陸軍和美國海軍陸戰隊的精英組成的特種作戰部隊。[註 2]
    - A中隊
    - B分遣隊
    - C分遣隊
- 聯軍（Allegiance）
  - 俄羅斯特種部隊（Spetsnaz）：俄羅斯軍隊及聯邦安全局所屬特種部隊。
    - 第12特別用途旅
    - 第22特別用途旅

  - “豺狼”（Jackals）：由前尼日利亞軍人贊恩創立的私人軍事承包商，被認為是一個泛非洲主義革命組織，為了把阿蓋塔拉勢力逐出非洲及保護非洲人民而戰。組織透過在黑市販賣石油和非法軍火賺取營運資金，因而被尼日利亞政府和「同盟」列為恐怖組織，但獲“聯軍”支持。
    - 第3單位
    - C連
    - 第7中隊
    - 遠征單位

  - “奇美拉”（Chimera）：由尼古萊創立的私人軍事承包商，主要聘用有軍事經驗的前軍人。
    - 第1單位
    - 第5單位

  - “影子連”（Shadow Company）：第五季出現的新陣營，為美國的一間私人軍事承包商，在“維和小隊”解體後來到佛丹斯科。名義上跟“聯軍”同一陣線，但不受他們指揮。

### 合作模式獨有
- “維和小隊”（Armistice）：由美國中央情報局特工凱特·萊斯威和俄羅斯聯邦安全局中士卡馬洛夫為了打擊阿蓋塔拉而合作組建的軍事同盟，由同盟和聯軍的幹員組成。在韋爾丹斯克化學武器襲擊事件發生後解體。

## 角色

### 英國特種空勤團（Special Air Service，SAS）
- 約翰·普萊斯（John Price）

英語配音：Barry Sloane
日語配音：齊藤次郎
《現代戰爭》三部曲原有角色之一，在本作同樣為身經百戰的SAS老兵，於16歲加入英國陸軍，服役了18年，參與了無數戰爭和軍事行動，階級為上尉（10年前為中尉），呼號為“布拉沃0-6”（Bravo 0-6）。因認識並曾協助過烏茲克斯坦解放軍首領「卡林指揮官」，在萊斯威的請求下介入調查被奪走的俄羅斯生化毒氣下落，化學武器事件後聯同萊斯威組建141特遣队（Task Force 141）。作為一名老練的特種部隊成員，會為了完成任務不惜弄髒雙手。
- 凱爾·蓋瑞克（Kyle Garrick）

英語配音：Elliot Knight
日語配音：佐佐木啓夫
曾在英國陸軍蘭卡斯特公爵軍團服役4年，加入SAS後曾先後被部署到北愛爾蘭、波斯尼亞、阿富汗、土耳其和中東地區執行任務，有著豐富的反恐經驗，於2019年被部署到倫敦都市警部與警方合作，負責國內的反恐事務，為玩家可控制角色之一。於關卡“皮卡迪利”開始時正與反恐特種槍械警員追蹤阿蓋塔拉恐怖份子，當時的呼號為“軍刀2-6”（Sabre 2-6）。對於被身為警方的上司命令要遵守交戰守則感到不滿，同時對於在倫敦恐怖襲擊事件中難以避免傷害感到無奈。在恐怖襲擊後回歸SAS，並加入普萊斯上尉的布拉沃小隊，目前階級為中士，呼號改為“布拉沃2-6”（Bravo 2-6）。與普萊斯不同，蓋瑞克會對使用違背自身倫理底線的方式完成任務感到猶疑。於俄羅斯生化毒氣事件落幕後被普萊斯招募入新建立的141特遣隊，並被授予暱稱“加斯”（Gaz）。此時得知是《現代戰爭》三部曲的第一部原有角色之一。但在形象上與原作不同，在本作中設定為黑人。

### 倫敦都市警部（Metropolitan Police Service）
- 布魯克斯（Brooks）—倫敦都市警部所屬的反恐特種槍械警員（CTSFO），階級為警員。於“皮卡迪利”中截查可疑車輛時被身為阿蓋塔拉恐怖份子一員的司機引爆炸彈炸傷，隨後在試圖拔槍還擊時遭另一名恐怖份子射殺殉職。
- 克勞利（Crowley）—倫敦都市警部所屬的反恐特種槍械警員（CTSFO），呼號為“軍刀2-4”（Sabre 2-4），階級為警長。於“皮卡迪利”中與凱爾·蓋瑞克一同應對倫敦恐怖襲擊事件。
- 福勒（Fowler）—倫敦都市警部所屬的反恐特種槍械警員（CTSFO），呼號為“木馬3-2”（Trojan 3-2），階級為警員。於“皮卡迪利”中與凱爾·蓋瑞克一同應對倫敦恐怖襲擊事件。
- 黑鴉（Raven）—倫敦都市警部所屬的高級警員。於“皮卡迪利”中與凱爾·蓋瑞克對話時命令對方不得把倫敦變成戰場。

### 美國中央情報局（CIA）
- 亞歷克斯·凱勒（Alex Keller）

英語配音：Chad Michael Collins
日語配音：杉村憲司
CIA特別活動分部所屬特工，在加入CIA前為三角洲部隊幹員，呼號為“回聲3-1”（Echo 3-1），為玩家可控制角色之一。奉命秘密與海軍陸戰隊小隊潛入韋爾丹斯克奪取化學毒氣，但毒氣卻遭身份不明的武裝份子奪走，為了奪回毒氣而與烏魯茲克斯坦解放軍合作。在美國政府把烏魯茲克斯坦解放軍重新定義為恐怖組織後，決定違抗上級命令回到烏魯茲克斯坦繼續支持法拉。後來於“勇闖熔爐”中在格魯吉亞執行炸毁化學武器工廠的任務時，因引爆器被敵方的重裝盔甲破壞而無法引爆，為了完成任務而選擇以犠性自己的方式手動引爆炸藥，被法拉評為“真正的自由鬥士”。在動視發佈有關多人模式第三季度更新的圖片中出現了三名新的特戰兵，其中一人為裝上義肢的亞歷克，說明了他仍然生還，目前作為多人模式的一名Warcom特戰兵。
- 凱特·萊斯威（Kate Laswell）

英語配音：Rya Kihlstedt
日語配音：小林聰美
亞歷克斯的上司，CIA的分析員。在化學武器被奪後聯絡普萊斯，希望對方提供援助。在戰役模式結束後與普萊斯合作組建141特遣队，同時也連同普萊斯、尼古萊和卡馬洛夫等人就打擊極端民族主義組織和阿蓋塔拉而展開合作，並與卡馬洛夫創立名為「停戰」（Armistice）的軍事聯盟，以聯合「同盟」及「聯軍」兩方在佛丹斯科執行針對上述兩個敵對勢力的反恐任務。但在佛丹斯科化武事件後因各幹員之間的互相殘殺而導致該聯盟解體，目前暫時未知萊斯威與卡馬洛夫的最新互動。

### 美國海軍陸戰隊（USMC）
- 馬庫斯·格里格斯（Marcus Griggs）—《現代戰爭》三部曲中的第一部原有角色之一，美國海軍陸戰隊及快速應變部隊“魔犬”（Demon Dogs）的隊員，呼號為“惡魔1-2”（Demon 1-2），階級為中士。只於“獵狼行動”中出現。
- 諾里斯（Norris）—美國海軍陸戰隊上校，同時是海軍陸戰隊突襲兵團的指揮官。
- 萊昂斯（Lyons）—美國海軍陸戰隊女中將。
- 霍伊特（Hoyt）—美國海軍陸戰隊突襲兵團隊員，呼號為“潛龍7-1”（Hitman 7-1），階級為特技兵（英语：Specialist (rank)）。於“戰爭迷霧”中被哈迪爾率領的武裝份子擊中陣亡。
- 戴維斯（Davis）—美國海軍陸戰隊突襲兵團隊員，呼號為“潛龍7-2”（Hitman 7-2），階級為准下士。於“戰爭迷霧”中被巴可夫部隊擊中陣亡。
- 岡薩維（Gonzavi）—美國海軍陸戰隊突襲兵團隊員，呼號為“潛龍7-3”（Hitman 7-3），階級為特技兵（英语：Specialist (rank)）。於“戰爭迷霧”中被哈迪爾率領的武裝份子擊中陣亡。
- 蘭道夫（Randolf）—美國海軍陸戰隊突襲兵團隊員，呼號為“潛龍7-4”（Hitman 7-4），階級為准下士。於“戰爭迷霧”中被哈迪爾率領的武裝份子擊中陣亡。
- 邁爾斯（Myers）—美國海軍陸戰隊突襲兵團隊員，呼號為“潛龍7-5”（Hitman 7-5），階級為列兵。於“戰爭迷霧”中被哈迪爾率領的武裝份子擊中陣亡。
- 休斯（Hughes）—美國海軍陸戰隊及快速應變部隊“魔犬”（Demon Dogs）的隊員，呼號為“惡魔3-6”（Demon 3-6），階級為列兵。於“獵狼行動”中被阿蓋塔拉武裝份子俘虜，在將要被處決時被亞歷克斯所救。
- 諾曼（Norman）—美國海軍陸戰隊及快速應變部隊“魔犬”（Demon Dogs）的隊員，呼號為“惡魔3-2”（Demon 3-2），階級為中士。於“獵狼行動”中被阿蓋塔拉武裝份子俘虜，在將要被處決時被亞歷克斯所救。
- 戴維森（Davidson）—在“使館攻防”中於美國駐烏魯茲克斯坦大使館擔任保安任務的美國海軍陸戰隊隊員，呼號為“羅密歐4-7”（Romeo 4-7），階級為下士。被阿蓋塔拉武裝份子以迫擊炮擊中陣亡。
- 毒蛇1-1（Viper 1-1）—在“合縱連橫”中支援亞歷克一行人的AH-64阿帕契直升機飛行員，在向巴可夫部隊發動空襲期間由玩家控制。

### 阿蓋塔拉恐怖組織（Al-Qatala，阿拉伯語：「殺手」）
- 奧馬爾·蘇拉曼（Omar Sulaman）—綽號為惡狼（The Wolf），阿蓋塔拉的首領，策劃與發動倫敦恐怖襲擊的主謀，認為自己是自由鬥士，意圖以一切手段迫使外國勢力撤出烏魯茲克斯坦。於“獵狼行動”中準備處決俘虜時被亞歷克斯捕獲，在“使館攻防”中以半威脅的語調“勸說”法拉加入組織，但因理念和道德觀分歧太大而遭對方一口拒絕，後在向大使館發動總攻擊的阿蓋塔拉武裝份子協助下逃脫。於“直搗狼窟”中被亞歷克斯和法拉找上門時已穿上炸彈背心（英语：Explosive belt），可見他隨時做好了犠性的準備，最終被亞歷克斯（玩家控制）或法拉任意一人撃斃。
- 賈馬爾·拉哈（Jamal Rahar）—綽號為屠夫（The Butcher），惡狼的副手，兇殘無情，為達目的可以不擇手段。在“使館攻防”中為了脅迫美國人交出抓獲的奧馬爾·蘇拉曼，不惜在眾人面前槍殺小孩。在“昔日同胞”中被普萊斯、蓋瑞克和尼古萊聯手捕獲，並被脅迫以家人的安全為談判籌碼而供出餘下的化武及哈迪爾的位置。若玩家選擇參與拷問，在拷問結束後可被蓋瑞克（玩家控制）射殺。
- 哈立德·阿薩德（Khaled Al-Asad）—《現代戰爭》三部曲中的第一部原有角色之一，本作設定為接替惡狼的阿蓋塔拉繼任首領，於戰役模式結束後的過場片段登場，當時他率領著配備重型武器的武裝份子從烏茲克斯坦進攻韋爾丹斯克，並槍殺了倒在地上求饒的俄軍士兵。為特種行動模式中的主要反派角色。後在佛丹斯科發動生化武器襲擊，令“停戰”的幹員們互相殘殺，成功地瓦解了這個以自己和維克多為目標的軍事聯盟。於第四季預告中被萊斯威和尼古萊竊聽其與維克多·扎卡耶夫的通話，從而得知兩人似乎盯上了妨礙他們計劃的約翰·普萊斯上尉。

### 烏茲克斯坦解放軍（Urzikistan Liberation Force）
- 法拉·卡里姆（Farah Karim）— 烏茲克斯坦解放軍首領，代號「卡林指揮官」，為玩家可控制角色之一。父母皆在戰事中被巴可夫屬下的俄軍部隊殺害，本人和兄長亦被巴可夫所俘虜，兩人皆在監獄中度過童年，直到2009年成功越獄，並與剛來到烏茲克斯坦的普萊斯小隊相遇。此後法拉希望能依靠武力趕走俄羅斯軍隊，並自2010年成為烏茲克斯坦解放軍的指揮官。由於從小在戰亂的環境下成長，故習得了不少能夠媲美特種部隊的專業技能（如拆彈）。從“機密結盟”開始，在普萊斯的中介下展開了與亞歷克的合作。因為童年的際遇而反感使用化學武器，認為所有使用化學武器的都是敵人，即使在“死亡公路”時得知對方是自己兄長也不例外，毫不猶疑地視他為叛徒和恐怖份子。在哈迪爾被逮捕後，普萊斯和蓋瑞克再度來到烏茲克斯坦向法拉交代其兄長的下場及轉交其作戰地圖，普萊斯亦成功說服她參與破壞巴可夫化學武器工廠的行動。最後於“勇闖熔爐”中成功殺死巴可夫，並由尼古萊以直升機送回烏茲克斯坦。
- 哈迪爾·卡里姆（Hadir Karim）－ 法拉的兄長及副手。父母皆在戰事中被巴可夫屬下的俄軍部隊殺害，本人和法拉亦被巴可夫所俘虜，兩人皆在監獄中度過童年，直到2009年被成功越獄的法拉和普萊斯的小隊所救，後來成為烏茲克斯坦解放軍的一份子。在“死亡公路”中得知為俄羅斯化學武器搶奪事件主謀之一，認為要對俄軍以牙還牙而不惜與阿蓋塔拉合作奪走巴可夫研發的化學武器。在“行動開始”中率領阿蓋塔拉武裝份子突襲巴可夫於摩爾多瓦的別墅，被秘密潛入的蓋瑞克和普萊斯找到，於三人成功擺脫巴可夫派來的追兵後被蓋瑞克和普萊斯逮捕，並轉交給萊斯威。而萊斯威表示美俄雙方已達成協議，美方將會把哈迪爾引渡到俄羅斯。本來打算率兵破壞巴可夫於格魯吉亞的化武工廠，被逮捕後希望普萊斯能夠把作戰地圖轉交給法拉。從萊斯威於戰役模式結尾與普萊斯和尼古萊等人的對話中得知哈迪爾與維克多·扎卡耶夫存在勾結，因此得以活下來。後在續作《現代戰爭II 2022》的突襲模式關卡“原子城市”中再登場，當時他已經成為阿蓋塔拉的高級指揮官。後在法拉、亞歷克和普萊斯的追捕期間受重傷，在向三人説出重要情報前死亡。
- 塔拉克（Tariq）—法拉的叔叔，於“機密結盟”中出現，協助法拉監視巴可夫部隊的動向並向她回報狀況。在亞歷克和法拉成功引開巴可夫部隊注意後失蹤，法拉指他從不會擅離職守，故認為他已被巴可夫部隊殺害。另外，若玩家在關卡開頭開槍吸引俄軍，塔拉克便有可能在玩家與俄軍士兵交火時被流彈擊斃。
- 艾奇妲（Azadeh）— 法拉在獄中成為「卡林指揮官」時旗下的「姊妹」，在“暗夜囚俘”中作為巴可夫逼供法拉的人質，若是玩家在巴可夫施以水刑時昏迷、拒絕招供或回答並非巴可夫滿意的答覆，巴可夫便會處決艾奇妲，而就算在刑訊時存活，艾奇妲也有可能在逃獄時被俄軍士兵或玩家的流彈擊斃，但同“使館攻防”的史黛西一樣，無論艾奇妲是否存活都不會導致任務失敗。

### 俄罗斯联邦
- 羅曼·巴可夫（Roman Barkov）－ 俄羅斯陸軍將軍，在二十年前於烏魯茲克斯坦實施化學武器攻擊，並率軍佔領該地，以阻止恐怖份子從烏茲克斯坦湧入俄羅斯境內為由，在莫斯科當局不知情或半默許下執行高壓恐怖的軍事統治至今。擁有一支為自己服務的軍隊，其成員主要來自現役俄軍士兵及僱傭兵。曾俘虜及監禁法拉和哈迪爾超過10年，並對他們施以酷刑。最後在「勇闖熔爐」中於格魯吉亞的化武工廠乘搭直升機逃走期間被潛入機艙的法拉殺死（直升機的控制權早已落入尼古萊手上）。
- 尼古莱（Nikolai）— 《現代戰爭》三部曲原有角色之一，本作設定為“奇美拉”私人軍事承包商的領導者，從事各種非法勾當，由德裔塞爾維亞演員史提芬·卡皮契進行配音與動態捕捉。曾為俄羅斯陸軍的一名士兵，現為英國秘密情報局的線人，能流利使用8種語言[6]，同時是一名愛國者，也是普萊斯的舊識，於“昔日同胞”中為了阻止阿蓋塔拉在俄羅斯施襲並抓捕賈馬爾·拉哈而與普萊斯和蓋瑞克合作。認為巴可夫是祖國俄羅斯的恥辱，為了讓他付出代價而在“勇闖熔爐”中再度向普萊斯和法拉等人提供援助，並為他們準備炸毀化學武器工廠用的炸藥。在戰役模式結束後的過場片段中得知尼古萊已跟普萊斯、萊斯威和卡馬洛夫等人就打擊極端民族主義組織和阿蓋塔拉而展開合作。
- 卡马洛夫（Kamarov）— 《現代戰爭》三部曲原有角色之一。本作設定為俄罗斯联邦安全局特工，階級為中士。於戰役模式結束後的過場片段登場，聲稱曾在貝魯特欠普萊斯一個人情，故在與對方見面時向其贈送一包雪茄。跟普萊斯、萊斯威和尼古萊等人就打擊極端民族主義組織和阿蓋塔拉而展開合作，並與萊斯威創立名為“停戰”（Armistice）的軍事聯盟，以聯合“同盟”及“聯軍”兩方在佛丹斯科執行針對上述兩個敵對勢力的反恐任務。但在佛丹斯科化學武器事件後因各幹員之間的互相殘殺而導致該聯盟解體，目前暫時未知卡馬洛夫的最新動向。
- J-12（Ж-12）—巴可夫屬下俄軍部隊的一名士兵，本名不明，J-12為其呼號。1999年隨侵略部隊來到烏魯茲克斯坦，同尼古萊由史提芬·卡皮契進行配音與動態捕捉。於“烽火家園”中登場，按巴可夫的要求而抓捕小孩，期間闖入卡里姆家重創了法拉和哈迪爾的父親（其後傷重死亡）。在抓捕法拉期間被法拉用螺絲刀和小刀多次刺中，最後被法拉在哈迪爾的協力下奪槍射殺，成為第一個死在法拉手上的人。

### 極端民族主義者
- 伊姆蘭·扎卡耶夫（Imran Zakhaev）：《現代戰爭》三部曲的第一和第三部（出現在尤里的回憶情節）原有角色之一，也是在《決勝時刻：黑色行動冷戰》客串的登場角色。在本作中沒有直接登場，僅在合作模式的過場片段中於相片裡出現，並在角色對話中被提及。在蘇聯時代曾是內務部的一名高級官員，被形容為“冷戰英雄”。對兒子維克多抱有重大期望，並強迫他接受精英階層的教育。後因蘇聯解體，伊姆蘭變得沮喪和激進，進而成為極端民族主義者，以圖令祖國俄羅斯東山再起，重拾昔日的風光。但事情與本人的意願相違背，其健康亦愈來愈差，英國特種空勤團後來更派遣普萊斯和麥克米蘭到普里皮亞季暗殺他。即使當時外界認為伊姆蘭已死亡，實則上他仍存活至2011年。
- 維克多·扎卡耶夫（Viktor Zakhaev）：《現代戰爭》三部曲中的第一部原有角色之一。為伊姆蘭·扎卡耶夫的其中一名兒子，萊斯威和卡馬洛夫以“Z先生”（Mr. Z）稱呼之。軍校畢業，曾在俄羅斯空降軍和聯邦安全局服役，參與過塔吉克內戰和車臣戰爭。在伊姆蘭死後因對俄羅斯政府徹底失望，帶著妻兒離開了俄羅斯，並繼承父親的遺願，成為極端民族主義者的繼任領袖。擁有軍火商“扎卡耶夫武器”（Zakhaev Arms），目前在世界各地走私武器，企圖以把世界推向核戰邊緣的方式令祖國重拾昔日風光。同時得知其是阿蓋塔拉的幕後支持者，希望利用該恐怖組織的影響力來剷除巴可夫，以掌控軍權。在“惡狼”死後把服刑中的阿薩德從牢獄救出來，並扶植他成為阿蓋塔拉的新領袖。於第四季預告中被萊斯威和尼古萊竊聽其與阿薩德的通話，從而得知兩人似乎盯上了妨礙他們計劃的約翰·普萊斯上尉。後在佛丹斯科的第10號堡壘激活了長程導彈，所幸普萊斯及時趕到，開槍打傷維克多，將他從高處拋下殺死，並及時取消了導彈的發射。

### 平民
- 瓦利德·卡里姆（Walid Karim）—法拉和哈迪爾的父親，在“烽火家園”關卡中為了保護孩子與闖入家裡的俄軍士兵J-12搏鬥，但最終不敵。在吩咐法拉和哈迪爾兩人要不惜一切活下去後便傷重死去。
- 法蒂瑪·卡里姆（Fatima Karim）—法拉和哈迪爾的母親，在“烽火家園”關卡中因受到俄軍空襲，與法拉一同被壓倒在倒塌的建築物之下，並死在法拉面前。
- 史黛西·戴維森（Stacy Davidson）—美國駐烏魯茲克斯坦大使的秘書。在“使館攻防”中於大使館內以大使遺下的手機聽從蓋瑞克的指示，成功在不驚動阿蓋塔拉武裝份子的情況下與蓋瑞克一行人會合，並把大使住宅的鑰匙卡交給了蓋瑞克。最後在大使住宅內被一名阿蓋塔拉武裝份子脅持作人質，若蓋瑞克（玩家控制）没能及時擊殺脅持者，戴維森就會被殺害（然而即使她被殺害都不會導致任務失敗）。
- 烏薩·拉哈（Ousa Rahar）—賈馬爾·拉哈的妻子，在“昔日同胞”中與兒子一同被尼古萊綁架，以迫使賈馬爾供出餘下的化學武器及哈迪爾的位置。
- 阿蒙·拉哈（Amon Rahar）—賈馬爾·拉哈的兒子，在“昔日同胞”中與母親一同被尼古萊綁架，以迫使賈馬爾供出餘下的化學武器及哈迪爾的位置。

### 多人模式登場特戰兵
註：英語版遊戲中的“Operator”（幹員）在中文版遊戲中譯作“特戰兵”。
- 同盟（Coalition）
  - 軍事模擬（Mil-Sim）：為“同盟”陣營的預設幹員，在第三季更新前稱為“默認”（Default），也被稱為“英國火力小組”（使用美國籍人物皮膚時為“美國火力小組”）。形象為穿著各種作戰服（視乎地圖而異，有純黑色、叢林迷彩及沙漠數碼迷彩（英语：MARPAT）等），講英式英語（使用美國籍人物皮膚時操美式英語），看起來像特種空勤團的特種部隊士兵。另有多種人物造型可供解鎖，包括：
    - 美國空軍傘降救援隊（Pararescue）
    - 美國海軍陸戰隊遠征軍（英语：Marine expeditionary force）（USEF）
    - 美國海軍陸戰隊突襲兵團（USMC Raider）
    - 美國陸軍步兵（Venerated）
    - 水下爆破蛙人小隊（英语：Underwater Demolition Team）（Frogman UDT）
    - 倫敦都市警部反恐特種槍械警員（CTSFO）
    - 加拿大軍隊第2聯合特遣部隊（JTF-2）
    - 義大利陸軍拉古納里軍團（英语：Lagunari Regiment "Serenissima"）（Lagunari）
    - 波蘭軍隊行動應變及機動組（JW GROM）
    - 韓國特種部隊（SKSF）

  - 英國特種空勤團
    - 索恩（Thorne）—本名雅各布·索恩（Jacob Thorne），綽號為“聯合傑克”，曾在普萊斯所屬小隊中服役並表現出眾，後因在道德觀上與前者出現分歧而要求調往其他小隊，階級為中尉。獲SAS挑選加入同盟。
    - 查莉（Charly）—本名夏洛特·約翰斯通（Charlotte Johnstone），蘇格蘭出身，來自特種偵察團，擅長於追蹤。曾協助凱特·萊斯威解放在烏魯茲克斯坦的一所中情局安全屋。
    - 奥塔（Otter）—本名本傑明·李（Benjamin Lee），出身於倫敦，為一名有反社會傾向的孤兒，童年時犯下過不少刑事紀錄。於2011年制伏了一名與阿蓋塔拉有聯繫，手持利刀在海德公園發動襲擊的兇徒。期間奥特在旁觀者面前把該名兇徒毆打至半死的整個過程被紀錄下來，因而令他聲名大噪。事件發生兩個月後加入英軍突擊隊，其後在上級推薦下加入SAS，並曾被部署到阿富汗和伊拉克等衝突地區執行任務。奧特至少在七次行動中是受普萊斯指揮，被其形容是一名有才幹，但冷酷無情的士兵，經常在戰鬥中過份熱心。
    - 幽靈（Ghost）—第二季新增幹員。本名西蒙·萊利（Simon Riley），階級為中尉。《現代戰爭》三部曲的第二部原有角色之一，為特種作戰的專家，特徵是其為了隱藏身份而佩戴的骷髏造型巴拉克拉瓦頭套。於戰役模式尾段獲普萊斯推薦入141特遣隊（但當時只是被提及，並沒有直接登場）。
    - 普萊斯（Price）—在第四季劇情中，約翰·普萊斯上尉為了阻止佛丹斯科的局勢進一步惡化而率領他的小隊來到當地[7]。
    - 加斯（Gaz）—在第四季劇情中，凱爾·蓋瑞克中士作為普萊斯的部下，隨他一起來到佛丹斯科。有著與《使命召喚4：現代戰爭》的“加斯”相似的造型，配戴著印有英國國旗的棒球帽。
    - 索普（Soap）—本名約翰尼·麥克坦維什（Johnny Mactavish），蘇格蘭出身，階級為中士。為《現代戰爭》三部曲的原有角色之一。於戰役模式尾段獲普萊斯推薦入141特遣隊（但當時只是被提及，並沒有直接登場）。

  - Warcom
    - 多米諾（Domino）—本名多米尼克·譚（Dominique Tam），第4代韓裔法國人，前奥運短跑運動員及法軍特種部隊士兵。
    - 泥人（Golem）—本名漢斯·布勞斯坦（Hans Blaustein），德國陸軍特種部隊司令部幹員，階級為中尉。曾是克魯格的長官及好友，涉嫌在克魯格於莫三比克犯下戰爭罪行後協助他逃過軍事審判。
    - 懷亞特（Wyatt）—本名傑克遜·懷亞特（Jackson Wyatt），澳洲陸軍預備役特種部隊第1突擊團（英语：1st Commando Regiment (Australia)）所屬的一名士兵，為了挑戰自我而加入軍隊，曾被部署到阿富汗和烏魯茲克斯坦。與奧特在一次聯合行動中相識並成為好友，獲他推薦而加入Warcom。階級為中士。
    - 瑪拉（Mara）—第一季新增幹員。為委內瑞拉人，於15歲成為中央情報局線人為美方提供所需情報打擊阿蓋塔拉武裝份子在委內瑞拉的勢力，並自願地接受了美軍特種部隊的訓練，以為中情局執行秘密任務，直至於2017年獲招募入Warcom。其角色形象取自美國職業模特及演員亞歷克斯·澤德拉（Alex Zedra）。
    - 塔隆（Talon）—第二季新增幹員。為加拿大原住民，加拿大特種部隊（英语：Canadian Special Operations Forces Command）幹員，曾與格里格斯中士在烏魯茲克斯坦一同行動，並獲推薦入Warcom。因曾大膽向阿蓋塔拉武裝份子的營地發動夜襲而獲表彰。塔隆還養有一隻叫“印地安那”的軍犬，在對敵人作出最後一擊時會以撕咬的方式處死對方。
    - 斯（Alex）—第三季新增幹員。戰役模式中亞歷克斯在格魯吉亞炸毀巴可夫的化武工廠後生死未卜，後來得知他活了下來，但因當時違抗上級命令協助法拉，現在被美國政府視為從事恐怖活動的叛國者，迫使他一直躲藏起來，直到被普萊斯緊急徵召而加入Warcom，以援助在佛丹斯科執行任務的“幽靈”。雖然在爆炸中大難不死，但亞歷克也因此失去了左腳，故現在需要戴上義肢。
    - 浪人（Ronin）—第三季新增幹員，本名丹尼爾·筱田（Daniel Shinoda），日裔美國人，前美國陸軍特種部隊士兵，人稱“一人大軍”，各種戰鬥裝備的專家。擅長於非常規作戰（英语：Unconventional  Warfare）、外國內部防衛（英语：Foreign Internal Defense）及特種偵察。其角色形象是取自現實中的前美國陸軍特種部隊成員Tu Lam，角色暱稱“浪人”則來自Tu Lam擁有的戰術品牌“Ronin Tactics”[8][9]。
    - 莫提（Morte）—第五季新增幹員，來自義大利陸軍第9傘降突擊團（英语：9th Paratroopers Assault Regiment "Col Moschin"），熱愛義大利拍攝的西部電影，造型也像一名西部槍手，並養有一隻鷹（最後一擊時由其來處決敵人）。

  - 魔犬（Demon Dogs）
    - D-Day—本名韋恩·戴維斯（Wayne Davis），德州人，前美國陸軍遊騎兵（最後階級為中士），參與過阿富汗戰爭和伊拉克戰爭，與愛麗絲在一次未獲授權的營救行動中任務失敗而被開除軍籍，後來以私人軍事承包人員的身份再次來到阿富汗。受愛麗絲招募而加入“魔犬”。其角色形象來自前美國陸軍特種部隊成員，現電子遊戲劇本家埃米爾·道本（Emil Daubon）[10]。
    - 雷恩斯（Raines）—本名達米安·雷恩斯（Damian Raines），芝加哥人，美國海軍陸戰隊突襲兵團隊員，參與過阿富汗戰爭和伊拉克戰爭。最初從軍的目的只是為了領取軍人福利，但後來開始享受這份工作。
    - 愛麗絲（Alice）—本名亞歷克西婭·巴倫蘇埃拉（Alexia Valenzuela），墨西哥裔美國人，在18歲加入美國陸軍，為馬庫斯·格里格斯中士的表親。有著紀律問題，但在多方面均表現出色。後來成為柳橙特遣隊的幹員，參與過阿富汗戰爭。與韋恩在一次未獲授權的營救行動中任務失敗而被調離前線，並被降級，目前階級為中士。經多番請求重返一線後成功加入“魔犬”。
    - 伍茲（Woods）—本名弗蘭克·伍茲（Frank Woods），為前美國海軍陸戰隊員及中情局特別活動部的幹員，本身亦是《使命召喚：黑色行動》系列的登場角色，喜歡鼓勵自己的隊友。該角色僅向預訂《決勝時刻：黑色行動冷戰》的玩家贈送，其在本作的登場與故事並沒有直接關係。
    - 格里格斯（Griggs）：馬庫斯·格里格斯中士於第六季加入。
    - 肖恩·斯帕克斯（Shane Sparks）：曾在美國海軍陸戰隊和影子部隊服役，階級為軍士長。
- 聯軍（Allegiance）
  - 軍事模擬（Mil-Sim）：為“聯軍”陣營的預設幹員，在第三季更新前稱為“默認”（Default），也被稱為“俄國火力小組”（使用影子連人物皮膚時為“美國火力小組”，同時在說話時也從原本帶有俄羅斯口音的英語改為美式英語）。形象為21世紀初期造型的俄羅斯聯邦安全局特種部隊成員。但不知何故原有的“ФСБ”識別章被改成“СФБ”。另有多種人物皮膚可供解鎖，包括：
    - 烏茲克斯坦特勤組（英语：Special Services Group）（Urzikstan SSG）[11]
    - 俄羅斯聯邦地上部隊（Russian FGF）
    - 聯邦安全局特種部隊（FSB）[12]
    - 巴爾幹特別反恐單位（Balkan Special ATU）[13]
    - 影子連（Shadow Company）

  - 俄羅斯特種部隊（Spetsnaz）
    - 貝爾（Bale）—本名德米特里·貝爾（Dmitry Bale），與馬克沁為雙胞胎兄弟，阿爾法小組幹員。被視為俄羅斯特種部隊中的傳奇人物，本應在第二次車臣戰爭中受重傷後被除役，但在康復後再次通過選拔並重新入伍，階級為上士。曾服役於巴可夫將軍的部隊，但對他殺人不眨眼的行為看不過眼而向莫斯科當局申訴。
    - 麥諾塔（Minotaur）—本名馬克沁·貝爾（Maxim Bale），與德米特里為雙胞胎兄弟，前阿爾法小組幹員，曾在第二次車臣戰爭期間的一次醫院圍攻行動中拯救了無數生命。親眼目睹身受重傷的德米特里，並被告知他已死亡而自責不已，最後因心理創傷被迫退役。退役後的10年間以謝爾蓋·克羅沃普斯科夫（Sergei Krovopuskov）的假名加入不同的私人軍事承包商，在東南亞多國犯下嚴重罪行，目前仍被通緝中。後來於2019年與德米特里重逢，在他的推薦下加入聯軍。其人物造型與戰役模式的俄軍士兵J-12相似，兩者皆身穿俄羅斯海魂衫並同樣為壯漢。
    - 羅迪恩（Rodion）—本名尼科迪姆·埃格羅夫（Nikodim Egorov），曾在第24特別用途旅中服役兩年，精通各種先進武器和裝備。以俄羅斯特種部隊老兵德米特里·貝爾為榜樣。後來因本人萌生打擊恐怖主義的念頭而加入温佩爾小組，同時因精於西方文化（尤其是荷里活電影）而被卡馬洛夫招募入聯軍，以促進與“同盟”陣營幹員之間的友好合作。期間與“奇米拉”的葉戈爾·諾瓦克建立了友誼。
    - 尼克托（Nikto）—第一季新增幹員，特徵是他戴在頭上，類似台灣涼山特勤隊裝備的防彈面罩。曾為聯邦安全局的臥底探員，但後來被查出真正身份，因而遭到“Z先生”折磨以致毀容，也是他會佩戴面罩的主要原因。患有嚴重的解離性障礙，為了發揮技能而重新加入特種部隊。

  - 豺狼（Jackals）
    - 安哲（Azur）—本名阿祖爾·埃爾·薩拉夫（Azur El-Sarraf），埃及籍軍火商人，因與阿蓋塔拉的對手進行交易一事被賈馬爾·拉哈知曉而導致家人遇害。為了復仇和拓展事業，阿祖爾在六年間僱用多間私人軍事承包商，並接受了戰鬥訓練。在2018年與“豺狼”展開長期合作關係。雖與“豺狼”合作，但本人跟贊恩並不友好。
    - 葛林奇（Grinch）—出身地不明，被“豺狼”在剛果民主共和國的一條荒廢的村莊中發現，並殺害了部隊的3名戰士。後被“豺狼”以金錢利誘作為交換條件被招募入隊。
    - 贊恩（Zane）—本名維克多·艾薩克·梅蒂克（Viktor Isaac Metiko），“豺狼”的創立者，前尼日利亞陸軍士兵（最後階級為上尉），曾親眼目睹阿蓋塔拉所犯下的各種暴行，在發現政府挪用了打擊恐怖主義的資金作其他用途後提出訴訟，並辭去軍隊的職務。後創立了“豺狼”私人軍事部隊，以保衛非洲之名而戰。其組織透過在黑市販賣石油和非法軍火賺取營運資金，因而被尼日利亞政府和“同盟”列為恐怖組織，本人亦被“同盟”視為高價值目標。
    - 梅斯（Mace）—第二季新增幹員。前美國陸軍遊騎兵，現在是一名為“豺狼”效力的僱傭兵，身上刻有傳統的部落紋身。被指為人兇險，曾與幽靈一同作戰，兩人目前似乎因一些過往的因怨而交惡。

  - 奇米拉（Chimera）
    - 伊戈（Yegor）—本名伊戈·諾瓦克（Yegor Novak），烏克蘭籍僱傭兵，曾服役於烏克蘭海軍步兵，在被開除後透過在海軍的人脈販賣煙草和軍火。但因拒絕跟極端民族主義者伊姆蘭·扎卡耶夫進行交易而受到當地黑幫的威脅，被迫離開烏克蘭。於2011年開始加入“奇美拉”私人軍事承包商，目前為尼古萊效力，被指比起僱傭兵更像一名黑幫成員。於戰役模式關卡「老戰友」中亦有登場，當時他參與了對賈馬爾·拉哈的拷問。
    - 克魯格（Krueger）—本名塞巴斯蒂安·約瑟夫·克魯格（Sebastian Josef Krueger），奥地利人，為了逃避没犯下的謀殺罪而逃往德國，曾以偽造的身份約瑟夫·多斯（Josef Doss）加入德國陸軍特種部隊司令部，為泥人的下屬及好友。直至在莫三比克執行任務期間涉嫌犯下戰爭罪行而被查出真正身份，但依然成功逃避追捕，避過了送上軍事法庭的命運，目前仍逍遙法外。在逃到東歐後加入“奇米拉”，並簽下長期合約。
    - 席德（Syd）—本名悉尼（Sydney），出身於一個富裕的美國政治家家庭，於18歲加入美國陸軍。在部署到保加利亞期間認識了尼古萊。在軍隊退役後成為一名私人軍事承包人員，曾在包括烏克蘭、莫三比克和烏茲克斯坦在內的多個衝突地區中戰鬥。於2018年加入“奇美拉”。
    - 伊斯卡（Iskar）—第三季新增幹員，俄羅斯與烏茲克斯坦混血，在巴可夫佔領時期出生。曾經為烏茲克斯坦解放軍的戰士，因精通俄語而擔任部隊的前線偵察員。在戰役模式關卡“死亡公路”的事件後離開了烏茲克斯坦。為了打擊“新阿蓋塔拉”而選擇加入“奇美拉”。
    - 法菈赫（Farah）—法菈赫·卡里姆於第六季加入，隨同尼古萊一起來到佛丹斯科追蹤維克多。
    - 尼古萊（Nikolai）—奇美拉的領導者，於第六季加入。尼古萊從普萊斯收到可靠線報，得知維克多·扎卡伏和他的手下透過佛丹斯科地下鐵道來走私武器，於是便隨同法菈赫來到佛丹斯科追蹤維克多。

  - 影子連（Shadow Company）
    - 鬣蜥（Lerch）—第五季新增幹員，本名馬庫斯·奧爾特加（Marcus Ortega），前美國海軍陸戰隊特種作戰司令部的幹員，有著較寬鬆的道德底線，因在一次行動中被指控使用不必要武力而被榮譽退隊。後被影子連的經理看上並找上門游說，最終同意加入影子連。該角色的原型為戰術品牌“RealWorld Tactical”的擁有者及教練，托尼·森特馬納特（Tony Sentmanat），他本身曾在美國海軍陸戰隊及特種武器和戰術部隊服役[14]。
    - 范利肯（Velikan）—第五季新增幹員，戴著一個詭異的面罩，是一名如傳說般神秘的人物。該角色在遊戲中幾乎完全不會說話。
    - 羅茲（Roze）—第四季新增幹員。本名羅茲林·赫爾姆斯（Rozlin Helms），是一名於科羅拉多山一帶長大的獵人。曾在美國陸軍遊騎兵服役，擅長小隊戰術和近身作戰，但在與美軍交惡後透過“梅斯”的推薦加入“豺狼”。後離開“豺狼”加入“影子連”。其佩戴的美國國旗識別章是上下顛倒的，用意是表達對美國政府的不滿。

## 登場武器
雖本作登場的武器大多以現實中存在的槍械為藍本，但遊戲開發人員為了遵守遊戲工作室所在的加州當地法律和避免侵權，幾乎所有武器在外觀上多少做了一些修飾，並使用虛構的名稱，以及由虛構的武器生產商所製造，原產地也不一定和真槍相同。除了武器操作更像真外（例如在彈匣內仍有子彈的狀態下更換彈匣時會使用戰術重裝、瞄準射擊時可利用掩護靠往左右任一側或利用地圖上的物件作支撐物，以及可隨時改變射擊模式），遊戲也採用了比以往《決勝時刻系列》作品更多樣化的改裝系統。玩家甚至能夠透過改裝槍管、口徑和其他零件來把一款武器變成另一件武器（如玩家能夠把AUG的口徑在9毫米魯格彈以及5.56×45mm NATO之間進行更改；或把M4A1改裝成類似M16A4的全尺寸步槍等）。另外設有武器藍圖，讓玩家可客製化組裝出屬於自己的武器並為其命名。達到一定條件後玩家也可解鎖一些官方的武器藍圖，並可籍此提升武器的性能和改變武器的外觀。

## 評價
| 汇总媒体   | 得分                                |
| ---------- | ----------------------------------- |
| Metacritic | PC: 81/100 XONE: 80/100 PS4: 80/100 |

| 媒体          | 得分    |
| ------------- | ------- |
| Game Informer | 8.75/10 |
| GamesRadar+   | [ 19 ]  |
| GameSpot      | 7/10    |
| Giant Bomb    | [ 21 ]  |
| HardcoreGamer | 4.5/5   |
| IGN           | 8/10    |
| USGamer       | 3/5     |

據Metacritic指出，該遊戲在各大平台都獲得了較正面的評價。

### 針對俄羅斯
游戏预告片当中出现了俄羅斯空軍Su-25攻擊機、化学武器袭击以及头带白色头盔（影射現實中備受爭議的敘利亞公民防衛組織）的救護人員遭受攻擊场景，引起俄羅斯網友不滿（後在正式推出的中文版及俄語版遊戲中被改成綠帽）。Infinity Ware叙事总监泰勒·黑崎（Taylor Kurosaki）对此没有正面作出回应，只是说：“我们现在本能地要比以往任何时候都要关注这些敏感话题。战线并没有真正明确界定。如果我们只讨论西方士兵（指的是美國軍隊與北大西洋公約組織國家的軍人），在遥远的土地上作战或是在自己的国家中对抗恐怖主义，那么我们只能告诉你一半的故事。有一群人，他们的战场就是他们的家和他们的城市。”而游戏也因故事内容的原因导致了索尼互动娱乐在游戏发售前夕突然宣布将取消游戏在俄罗斯地区的PlayStation Store上发售的计划。遊戲推出後隨即遭到俄羅斯網友猛烈抨擊，認為該遊戲抹黑俄羅斯軍隊的形象顛倒黑白，並企圖美化美國和西方國家的「侵略行為」，例如死亡公路一關卡中，描述了俄軍轟炸平民的內容，實際上內容是取自波斯灣戰爭中聯軍將平民與軍車一併誤炸的真實事件，顛倒事實的做法引發不滿。他們又批評開發商存在著反俄傾向。其中在Metacritic中出現大量有關該作的評論轟炸和負評，PS4版本的評分降至3.0/10，而電腦版的評分更差，只有2.4分。

### 奖项
| 年份 | 奖项                         | 类别                                                                          | 结果 | 来源          |
| ---- | ---------------------------- | ----------------------------------------------------------------------------- | ---- | ------------- |
| 2019 | 游戏评论家奖                 | 最佳动作游戏                                                                  | 提名 | [ 27 ]        |
| 2019 | 游戏评论家奖                 | 最佳在线多人游戏                                                              | 獲獎 | [ 27 ]        |
| 2019 | 金摇杆奖                     | 年度终极游戏                                                                  | 提名 | [ 28 ]        |
| 2019 | 好莱坞音乐媒体奖             | 电子游戏原创配乐                                                              | 獲獎 | [ 29 ] [ 30 ] |
| 2019 | 娛樂與嚴肅遊戲節             | 最佳动作游戏                                                                  | 提名 | [ 31 ]        |
| 2019 | 2019年游戏大奖               | 最佳音效设计                                                                  | 獲獎 | [ 32 ] [ 33 ] |
| 2019 | 2019年游戏大奖               | 最佳动作游戏                                                                  | 提名 | [ 32 ] [ 33 ] |
| 2019 | 2019年游戏大奖               | 最佳多人游戏                                                                  | 提名 | [ 32 ] [ 33 ] |
| 2020 | 第18届视觉效果协会奖         | 实时项目中的出色视觉效果                                                      | 提名 | [ 34 ]        |
| 2020 | 音乐总监协会奖               | 最佳电子游戏音乐监督                                                          | 提名 | [ 35 ]        |
| 2020 | 第23届D.I.C.E.年度颁奖典礼   | 年度动作游戏                                                                  | 提名 | [ 36 ]        |
| 2020 | 第23届D.I.C.E.年度颁奖典礼   | 年度最佳网络游戏                                                              | 提名 | [ 36 ]        |
| 2020 | 第23届D.I.C.E.年度颁奖典礼   | 动画杰出成就                                                                  | 提名 | [ 36 ]        |
| 2020 | 第23届D.I.C.E.年度颁奖典礼   | 艺术指导杰出成就                                                              | 提名 | [ 36 ]        |
| 2020 | 第23届D.I.C.E.年度颁奖典礼   | 音频设计杰出成就                                                              | 提名 | [ 36 ]        |
| 2020 | 第23届D.I.C.E.年度颁奖典礼   | 技术杰出成就                                                                  | 提名 | [ 36 ]        |
| 2020 | NAVGTR奖                     | 当代艺术指导                                                                  | 提名 | [ 37 ] [ 38 ] |
| 2020 | NAVGTR奖                     | 动作游戏系列作品                                                              | 提名 | [ 37 ] [ 38 ] |
| 2020 | NAVGTR奖                     | 图形表现（技术）                                                              | 提名 | [ 37 ] [ 38 ] |
| 2020 | NAVGTR奖                     | 光彩／纹理处理                                                                | 提名 | [ 37 ] [ 38 ] |
| 2020 | NAVGTR奖                     | 原创剧情配乐（系列作品）                                                      | 提名 | [ 37 ] [ 38 ] |
| 2020 | NAVGTR奖                     | 音效使用（系列作品）                                                          | 獲獎 | [ 37 ] [ 38 ] |
| 2020 | 游戏开发者选择奖             | 最佳技术                                                                      | 提名 | [ 39 ]        |
| 2020 | 游戏开发者选择奖             | 最佳音效                                                                      | 提名 | [ 39 ]        |
| 2020 | 西南偏南游戏奖               | 卓越游戏性奖                                                                  | 提名 | [ 40 ]        |
| 2020 | 西南偏南游戏奖               | 卓越多人游戏奖                                                                | 提名 | [ 40 ]        |
| 2020 | 西南偏南游戏奖               | 卓越音效奖                                                                    | 提名 | [ 40 ]        |
| 2020 | 第16届英国电影学院游戏奖     | 动画奖                                                                        | 提名 | [ 41 ]        |
| 2020 | 第16届英国电影学院游戏奖     | 音频成就奖                                                                    | 提名 | [ 41 ]        |
| 2020 | 第16届英国电影学院游戏奖     | 多人游戏奖                                                                    | 提名 | [ 41 ]        |
| 2020 | 第16届英国电影学院游戏奖     | 主演 (Barry Sloane)                                                           | 提名 | [ 41 ]        |
| 2020 | 第16届英国电影学院游戏奖     | 技术成果奖                                                                    | 提名 | [ 41 ]        |
| 2020 | 2019年《Fami通》电击游戏大赏 | 最佳射击游戏                                                                  | 提名 | [ 42 ]        |
| 2020 | 第18届GANG年度颁奖典礼       | 年度最佳音效                                                                  | 提名 | [ 43 ]        |
| 2020 | 第18届GANG年度颁奖典礼       | 年度音效设计                                                                  | 提名 | [ 43 ]        |
| 2020 | 第18届GANG年度颁奖典礼       | 最佳对白                                                                      | 提名 | [ 43 ]        |
| 2020 | 第18届GANG年度颁奖典礼       | 最佳游戏音频出版物、演示或广播 (Call of Duty: Modern Warfare - Infinity Ward) | 提名 | [ 43 ]        |
| 2020 | 第18届GANG年度颁奖典礼       | 最佳音频混音                                                                  | 獲獎 | [ 43 ]        |
| 2020 | 2020年威比奖                 | 最佳艺术指导                                                                  | 提名 | [ 44 ]        |
| 2020 | 2020年威比奖                 | 最佳游戏设计                                                                  | 提名 | [ 44 ]        |
| 2020 | 2020年威比奖                 | 多人／竞技游戏                                                                | 提名 | [ 44 ]        |
| 2020 | 2020年威比奖                 | 技术成果奖                                                                    | 提名 | [ 44 ]        |
| 2020 | 2020年金摇杆奖               | 年度最佳电子竞技游戏                                                          | 獲獎 | [ 45 ]        |
| 2020 | 2020年游戏大奖               | 最佳电子竞技游戏                                                              | 提名 | [ 46 ]        |